# 民放テレビ全国四波化
民放テレビ全国四波化（みんぽうテレビぜんこくよんぱか）は、1986年1月17日に当時の郵政省（現：総務省）が打ち出した情報格差是正事業である。
施策発表当時の郵政大臣は、旧大分2区選出の衆議院議員であった佐藤文生が務めていた。

## 概説

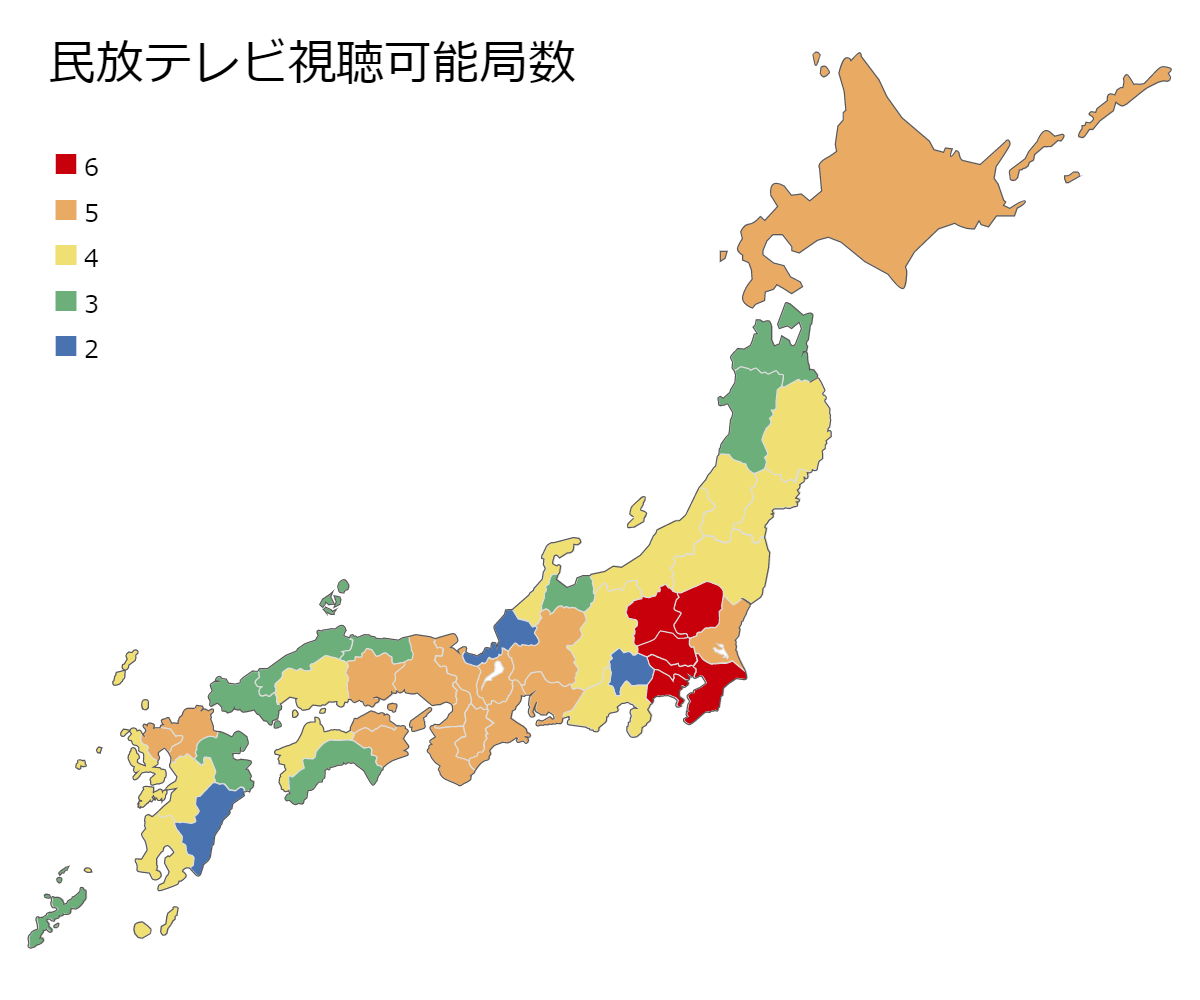
各都道府県の民放テレビ視聴可能局数
（徳島県、佐賀県を除き、スピルオーバーを考慮せず）
12県の民放テレビ視聴可能局数が3局以下である

1983年（昭和58年）までに民放4局以上の開局が実現した地域は、北海道・宮城・福島・関東広域圏・新潟・静岡・中京広域圏・近畿広域圏・岡山+香川・広島・福岡の11地域（25都道府県）に過ぎなかった。
民放テレビ電波割り当て計画の中で、1982年（昭和57年）制定の初期基本方針を1985年（昭和60年）に一部修正。「全国各地における（民放）受信機会平等の実現を図る」という項目に「一般放送事業者（民放テレビ局）による最低4の放送が受信可能となること」という文言を追加。「全国47都道府県すべての民放テレビ局を最低4つにする」（JNN=TBS系列、NNN・NNS=日本テレビ系列、FNN・FNS=フジテレビ系列、ANN=テレビ朝日系列、以上の民放テレビ4大ネットワークを全て揃える）という計画を明示した（メガTONネットワーク（テレビ東京系列、現TXN）は除く）。
1986年（昭和61年）1月18日に示された第一段階においては、青森・秋田・岩手・山形・富山・石川・長崎の以上の7地区に第3局目の周波数を割り当てる方針が決定されている。なお同年2月には、鹿児島に第4局目の周波数が、北海道に第5局目の周波数が割り当てられた ほか、長野・熊本の2地区では、それより前の1984年（昭和59年）11月に第4局目の周波数が割り当てられていたが、申請者多数のため一本化調整が難航していた。なお、1984年（昭和59年）の時点で鹿児島の第4局目の周波数は人口や経済力から割り当てが妥当とされていたが、奄美群島やトカラ列島の周波数事情から割り当てが見送られている。また、1986年（昭和61年）の時点では福岡の第5局目の周波数、山口・愛媛・大分の3地区の第3局目の周波数は人口や経済力から割り当てが妥当とされていたが、瀬戸内海や有明海の周波数事情から割り当てが見送られている。その後、1989年（平成元年）5月31日に福岡に第5局目の周波数が割り当てられたほか、1990年（平成2年）1月24日に山口・愛媛・大分の3地区に第3局目の周波数が割り当てられた。
なお、これ以外にも1980年代後半から1990年代前半にかけて、全国各地で3局目・4局目の民放テレビ局が相次いで新規開局している（TXN系列および独立UHF局の開局は除く）。また政令指定都市を持つ都道府県は、1989年（平成元年）10月までに 民放テレビ4局化を完了させている（5局目以降となるTXN系列局や独立UHF局を持つ地区もあり）。
上記の政策により、岩手・山形・長野・石川・愛媛・長崎・熊本・鹿児島の8県が新たに民放テレビが4局出揃い、青森・秋田・富山・山口・高知・大分・沖縄の7県は民放テレビの4局化こそ成らなかったものの、平成新局が1局新たに開局して3局化された。
新規に開局する各局は本放送開始前に試験電波を発射し、各TV受像機&録画機の新規チャンネル設定を呼びかけるチラシを当該放送地域の各世帯へ配付した。

## 政策の成果と問題点
しかし視聴率競争やスポンサー獲得合戦の熾烈化、不況によるCM収入落ち込みなどにより経営難に陥るケースが増加した ことから、この施策はさくらんぼテレビジョン（山形4番目の局）と高知さんさんテレビ（高知3番目の局）の以上FNN系2局の開局を最後に、1997年（平成9年）4月1日、事実上終息した。
そのため、山梨・福井・鳥取+島根・徳島・佐賀・宮崎の6地区7県では民放テレビ局が1局も新規開局していない。このうち、山梨・鳥取+島根の2地区3県では民放テレビ局の新規割り当てすらなされなかった。
さらに福井・徳島・佐賀・宮崎・沖縄の各県では、2番目・3番目あるいは4番目に開局予定だった周波数割り当てが取り消されている。
そのため、実質的に各県では後述の説明の通り、ケーブルテレビで当該県に所在しない系列局を区域外再放送することで、便宜的に4-5系列を視聴できるようにしているが、日本の総務省は、地上波のテレビ局そのものが複数県にまたがって放送できるようにする放送対象地域拡大の規制緩和を検討している。2022年（令和4年）2月に開催された有識者会議で、具体的には
1. 複数の放送対象地域を現在より大きな1つの放送対象地域として新たに定める
2. 現行の放送対象地域は変更しないで、複数の対象地域で同じ番組を放送できる制度を新設する

この2つの案を示し、実現すれば、鳥取・島根、並びに岡山・香川のように同一放送局を複数の都道府県に中継局を設けることによって、同じ番組を放送できるようになるが、他地域との放送の同一化を懸念する局もあるため、「様々な意見を反映させて詳細を詰めていく」としている。

## 3局以下地区の現状
現在民放テレビ3局以下となっている地区は、13地区14県である（3局地区：青森・秋田・富山・山陰2県（鳥取・島根）・山口・高知・大分・沖縄の8地区9県。2局地区：福井・山梨・宮崎の3県。1局地区：徳島・佐賀の2県）。
なお、3局以下地区のうち大分・宮崎の2県は、民放テレビ局のうち1局がクロスネット（2つ以上の系列に同時加盟）、福井は1局がクロスネット。それ以外の10地区11県にクロスネットの民放テレビ局は存在せず、該当県に無い系列の番組を番販扱いで系列外ネットする程度となっている。
なお、JNN系列局（いわゆるTBS系列）は、排他協定の規則によりクロスネットは禁止 となっており、加盟28局は全てシングルネットである

### 青森県
3局地区の青森県にはFNN・FNS系列およびTXN系列局がない。沿岸部の他道県に隣接した地域ではスピルオーバーの受信やCATV局の区域外再放送によってFNN・FNSとTXN系列を視聴している世帯が東北の他県より比較的多い。
CATV局の再放送に関して特に三八上北地区では、民営・自治体運営に関わらず同地区にある全CATV局 で岩手めんこいテレビ（mit）がデジタルで再放送されている。
CATV局の地デジ区域外再放送は民放連の基本方針によって在青・在盛・在札各局が否定的で協議が難航していたが、アナログ時代から日常的にmitやuhbを視聴してきた地域では、自治体や住民、企業からの要望が強かった。特にめんこいは八戸市にも支社を置き、三八上北地区のCM契約を多数獲得しているため、三八上北地区の企業・商店・イベントCMを流す頻度が在盛他局より高い。このため同地区への商業貢献度が他の在盛局より大きいことも考慮され、2008年4月末の総務省の区域外再放送のガイドライン公表も影響して在青局が同意したため、次第に再送信を同意する方向へ傾き、デジタル放送の再送信が実施されている。
青森市の青森ケーブルテレビ（ACT）で北海道文化放送（uhb）は2011年7月24日、テレビ北海道（TVh）は2016年3月1日よりデジタルで再放送している。また下北郡風間浦村の風間浦村営共聴システムにおいては、uhb・TVhだけでなく在青・在道全局の再送信が行われている。上記のことから、地元紙の東奥日報・デーリー東北はテレビ面でめんこいとTVhの番組欄を在青局の右隣もしくは下段にフルサイズで掲載している。
しかし同じ青森県内であっても秋田県に面した内陸部（平川市・大鰐町・西目屋村周辺）や弘前市・黒石市・五所川原市・つがる市・中泊町・鰺ヶ沢町などの中南津軽地域では、（周囲を山に囲まれている地勢上）秋田・岩手・北海道からの放送波は通常では受信できないため、FNN・FNS/TXN系の番組をリアルタイムで視聴することはできない。
なお、青森県に系列局を持っていない FNN の全国報道取材はフジテレビ青森支局（場合によっては、uhb・AKT・mit が担当することもある）が、同様に系列局がない TXN の全国報道取材はTVhが行っており、北海道ローカルニュースでも青森県内のニュースを一部報道している。

### 秋田県
3局地区の秋田県にはJNN系列局がない。周囲を山に囲まれている地形的要因から、隣県のJNN系列局を始めとする隣県電波を直接受信可能な地区は大幅に限られている。秋田ケーブルテレビではIBC岩手放送（IBC）の再放送を行っている（この影響から、地元紙の秋田魁新報のテレビ番組表にはIBCも最終面に在秋局と同一のフルサイズで掲載）。さらににかほ市から男鹿市にかけての沿岸部ではテレビユー山形（TUY）鶴岡中継局が、大館市周辺では青森テレビ（ATV）が（大鰐中継局および青森親局を経由して）直接受信可能で、そちらにUHFアンテナを向けている世帯も多い（秋田魁新報の番組表にはTUYが第2テレビ&ラジオ面に極小サイズで掲載 されている他、読売新聞秋田版のテレビ欄にはIBCとTUYの番組表が地元局と同等の扱いで並列に掲載されている）。
しかし、県内のCATV普及地域が、秋田市などに限られているため、2025年現在、JNN系列の番組の視聴不可世帯が多く、民放テレビは3局のみ視聴している世帯が一般的である。
なお、秋田県に系列局を持っていないJNNの全国報道取材は、大館市・にかほ市と由利本荘市を除く全域をIBC岩手放送（かつては、報道取材拠点として秋田支局を置いて対応していた）・大館市は青森テレビ（ATV）・にかほ市と由利本荘市はテレビユー山形（TUY）が担当している。IBCが対応出来ない場合、宮城・東北放送（tbc）が対応する場合がある。

### 山梨県
山梨県には民放テレビがNNN・NNS系列の山梨放送（YBS）とJNN系列のテレビ山梨（UTY）の2局しかなく、3局目の周波数の割り当てが行われなかった。そのため県内にはFNN・FNS/ANN/TXNの系列局がないが、在京局のフジテレビ・テレビ朝日・テレビ東京が三つ峠で受信され、CATVで再放送されている。また、多くの世帯がCATVに加入している。
なお山梨県に系列局を持っていないFNN・ANN・TXNの全国報道取材は、在京局のフジテレビ甲府支局・テレビ朝日甲府支局・テレビ東京がそれぞれ支局や駐在を置いて行っている。

### 富山県
3局地区の富山県にはANN系列局がない。ただし、富山県内のCATV局では北陸朝日放送（HAB）が再放送されている。
富山県に系列局を持っていないANNの全国報道取材は基本的にはテレビ朝日富山支局が行っているが、場合によってはHABが担当することもある。
また、富山県内の新聞は北陸朝日放送の番組表をフルサイズで掲載している。

### 福井県
2局地区の福井県にはJNN系列局がない。福井放送（FBC）がNNN・NNS/ANNのクロスネット、福井テレビジョン放送（FTB）がFNN・FNSシングルネット。FBC・FTB両局は共にJNN非加盟であるため、福井県内ではJNN系列のテレビ番組はFBC・FTB両局経由の時差ネット、CATVの区域外再放送（北陸放送（MRO）・毎日放送（MBS））で視聴している。（ただし県境付近では一部直接受信可能な地区あり）。さらにFBCはANN加盟局ではあるが、ニュース系列およびゴールデン・プライムタイムのネット受け番組はNNN・NNS主体であるため、福井県で直接視聴できないANN系列番組も多い（現在でもCATVの区域外再放送による北陸朝日放送（HAB）・朝日放送テレビ（ABC）で視聴可能）。
1990年代には民放テレビ3局目として福井文化テレビジョンの開局計画があり、同局はJNN・ANNいずれかに加盟する予定だった。しかし周波数は後に割り当て取り消しに追い込まれ、開局には至らなかった。その結果、福井県は北陸3県で唯一平成新局が存在しない県となった。なお、2017年度末時点の福井県におけるケーブルテレビ加入率は75.4%に及んでいる。
福井県に系列局を持っていないJNNおよびFBCが担当できない場合のANNの全国報道取材は、嶺北地方を在金局のMRO・HABが、嶺南地方を在阪局のMBS・ABCが担当している（関西と石川の各ローカルニュースでは福井県内のニュースも一部報道）。またあわら市や坂井市の一部地区では、金沢親局を直接受信する形で在金局が視聴可能。

### 山口県
3局地区の山口県にはFNN・FNS/TXN系列局がない。1970年4月1日に第2局として開局したテレビ山口（tys）が開局当初はJNN・FNS・ANNのクロスネット となり、後に1978年10月1日より（テレ朝系列番組のネットを第1局の山口放送（KRY）と交換し）JNN・FNSのクロスネットとなった（山口放送はNNN・ANNのクロスネット）。しかし、1987年9月30日を以てFNSを脱退しJNNフルネット局に移行（ただし、その後も番販扱いでフジ系番組の一部同時ネットを2000年3月31日まで継続。一部時差ネットは現在も継続中）。1993年10月1日には第3局となる山口朝日放送（yab）が開局。これにより第1局の山口放送は「NNNフルネット局」に、第2局のテレビ山口は「JNNフルネット局」に各々正式移行した。その後山口県には民放テレビ4局目の周波数の割り当てはなされなかったことから、山口県の民放テレビ4局化は頓挫した。
これにより山口県からFNN/FNS系列局が消滅したが、同県は三方を海に囲まれている地理的条件から他県の電波が受信可能なエリアが多く、アンテナによる直接受信やCATVにより隣県のFNN/FNS系列局を受信している世帯が多い。下関市や宇部市など県西部の大半でテレビ西日本（TNC）が、岩国市（旧市域）などでテレビ新広島（tss）、柳井市（沿岸部）などでテレビ愛媛（EBC）、萩市（須佐田万川地区）などで山陰中央テレビ（TSK）といった周辺の県のフジ系各局を直接受信できる地域が多い。県中西部の瀬戸内海に面した地区では、TXN系列のTVQ九州放送（TVQ）が直接受信できる。
また、隣県のテレビ局を直接受信できない地区でのCATV契約（加入）件数が非常に多い。県庁所在地である山口市をはじめ、美祢市・萩市・長門市・周南市・下松市・光市などをカバーするCATV各社は在福局の中でも在口各局とネットワークが重複しないFNN/FNS系のTNCやTXN系のTVQを区域外再放送している。
山口県に系列局がないFNN・TXNの報道取材は、FNNにおいては、岩国市や和木町をテレビ新広島（tss）、萩市と阿武町などは場合 により山陰中央テレビ（TSK）が担当することもある。それ以外のエリアの大部分を在福局のテレビ西日本（TNC）がメインで担当し、TXNにおいては在福局のTVQ九州放送が担当する。

### 鳥取県・島根県
3局地区の鳥取・島根両県にはANN系列局がない。周囲を山に囲まれている地形的要因から、隣県のANN系列局を始めとする隣県電波を直接受信可能な地区は大幅に限られている。鳥取・島根両県のCATV局では隣県のANN系列局（朝日放送テレビ（ABC）・瀬戸内海放送（KSB）・広島ホームテレビ（HOME）・山口朝日放送（yab））の再放送が行われている。
鳥取・島根両県に民放テレビ局4局目の周波数は割り当てられなかった。
山陰両県に系列局を持っていないANNの全国報道取材は鳥取県全域から島根県東部については、テレビ朝日鳥取支局・米子支局・松江支局の各支局が担当する。また益田市・鹿足郡を除く島根県西部については広島ホームテレビ、益田市・鹿足郡については山口朝日放送がそれぞれ担当する（広島と山口の各ローカルニュースでも島根県西部を一部報道している）。

### 高知県
3局地区の高知県にはANN系列局がない。
高知県外の地上波デジタルテレビ放送波の直接受信については、周囲を四国山地に囲まれている地形的要因から、隣県の放送局の電波を直接受信可能な地区は大幅に限られている。（2023年現在、西部の大月町の一部で愛媛朝日テレビの南宇和局を直接受信している世帯が存在する。）
2011年以降は、高知県内の一部のケーブルテレビでは地上波デジタルテレビ放送の区域外再放送が開始されるようになり、2023年現在高知ケーブルテレビ（高知市・南国市・いの町）、香南ケーブルテレビ（香南市）、よさこいケーブルネット（須崎市・土佐市・中土佐町）に加入できる地域では瀬戸内海放送（KSB）が、Swan TV（四万十市・宿毛市・大月町）、四万十ケーブルテレビ（四万十町）、黒潮光ネットワーク（黒潮町）に加入できる地域では愛媛朝日テレビ（eat）がSTB無しで視聴可能となっている。
しかし、県内でのCATVの普及率は2022年現在で25.6％と高くない。（ケーブルテレビに加入できる地域は県内の一部地域に限られるうえに、区域外再放送を実施していないケーブルテレビ局も存在するため、ケーブルテレビ普及率＝テレビ朝日系列民放テレビ局が視聴できる世帯と言うわけではない。）
よって、ANN系の番組を放送波によってリアルタイム視聴することができない世帯が多く、民放テレビは3局のみ視聴している世帯が一般的である。
なお高知県に系列局を持っていないANNの全国報道取材は、西部エリアを除く全域を朝日放送テレビ高知支局および西部エリアを愛媛朝日テレビ（eat）が担当する（朝日放送テレビの関西・eatの愛媛の各ローカルニュースでは高知県内のニュースも一部報道）。

### 徳島県
徳島県における県域民放テレビ局はNNN・NNS系列の四国放送（JRT）のみだが、沿岸部を中心に在阪局の毎日放送（MBS）・朝日放送テレビ（ABCテレビ）・関西テレビ放送（KTV）・読売テレビ放送（ytv）・テレビ大阪（TVO）の系列5局とテレビ和歌山（WTV・独立局）が生駒山（各局の本送信所）、または各局の和歌山中継局や御坊中継局経由で直接受信可能。なおTVOは生駒山からのみ、WTVは和歌山または御坊からのみ可能である。それに加えて、サンテレビ（SUN・独立局）が県北東部を中心に受信が可能な地域がある。
CATVでも在阪局の他、関西独立局（MBS・ABCテレビ・KTV・SUN、一部局はytv・TVO・WTVも）の区域外再放送を実施している。徳島県には2局目の民放テレビ開局構想があり、ニュー徳島放送として2局目の周波数が割り当てられたが、その後取り消された。
NHK・ytv・TVO以外の在阪局（MBS・ABCテレビ・KTV）およびテレビせとうち（TSC）は徳島県も取材対象地域としており、関西と岡山･香川の各ローカルニュースでも徳島県内のニュースを一部報道している。ただし、上述の通りTSCは三好市など県西部の一部でしか視聴されておらず、県東部では主にTVOやWTVでTXN系列番組が視聴されている。

### 佐賀県
佐賀県における県域民放テレビは、FNN・FNS系列のサガテレビ（STS）のみだが、県内ほとんどの地域では在福局が直接受信およびCATV経由で全チャンネル視聴可能。合わせて在熊局 および在長崎局 が直接受信可能な地域もある。佐賀県はこうした特殊な電波事情によりアンテナの向きが世帯・地域により異なっている（まちまちである）。佐賀県にも2局目民放テレビ開局構想があり、その周波数も割り当てられていたが取り消された。
チャンネルスキャンで在佐局のNHK佐賀総合・NHK佐賀Eテレ・STS、在佐局と番号が重なる在福局のKBC・NHK福岡Eテレ・NHK福岡総合、在長崎局のNHK長崎総合・NHK長崎Eテレ・NBCおよび、在熊局のNHK熊本総合・NHK熊本Eテレ・RKKには、枝番号が付けられる。さらに、在福局のrkb・FBS・TNCは、在長崎局のNIB・ncc・KTNや在熊局のKKT・KAB・TKUと、同じIDであるため枝番号が付けられる。全局映った場合、KBC・NHK長崎総合・NHK熊本総合には「011-1」・「011-2」・「011-3」が、NHK福岡Eテレ・NHK長崎Eテレ・NHK熊本Eテレには「021-1」・「021-2」・「021-3」がそれぞれ付く。NHK福岡総合・NBC・RKKにも「031-1」・「031-2」・「031-3」が、RKB・NIB・KKTには「041-1」・「041-2」・｢041-3｣が、FBS・ncc・KABには「051-1」・「051-2」・｢051-3｣が、TNC・KTN・TKUには「081-1」・「081-2」・｢081-3｣が、それぞれ付く（※TVQのみ枝番が付かないことになる）。
NHK・TNC以外の在福局九州朝日放送（KBC）・RKB毎日放送（rkb）・福岡放送（FBS）・TVQ九州放送（TVQ）は佐賀県も取材対象地域としており、福岡ローカルニュースでも佐賀県内のニュースを報道している。

### 大分県
3局地区の大分県では、第2局のテレビ大分（TOS）がNNNとFNNのクロスネット。
TOSはクロスネットにおける主従関係はないものの、曜日や時間帯によりネット受けするニュース系列やゴールデンタイムの番組系列が異なっているため、大分県で直接視聴できないNNN/NNS・FNN/FNS両系列番組が多く、直接受信やCATV経由で隣県のシングルネット局（福岡放送（FBS）とテレビ西日本（TNC）、南海放送（RNB）とテレビ愛媛（EBC）など）を視聴する人も少なくない。
なお在福局のTVQ九州放送（TVQ）は大分県も取材対象地域としており、福岡ローカルニュースでも大分県内のニュースを一部報道している。

### 宮崎県
2局地区の宮崎県では、第2局のテレビ宮崎（UMK）がFNN・FNS主系列でNNN・ANNのクロスネット。UMKはTOS同様、曜日や時間帯によりネット受けするニュース系列およびゴールデンタイムの番組系列が異なるため、宮崎県で直接視聴できないNNN/NNS・FNN/FNS・ANN各系列番組が多く、隣県のシングルネット局やテレビ大分を直接受信 やCATV経由で視聴する人も少なくない。
しかし宮崎県は山間部を中心にCATVの普及率並びに加入率が低い上、周囲を山に囲まれている地形的要因から隣県電波を直接受信可能な地区が限られているため、衛星放送加入率が高い。宮崎県には3局目の民放テレビ開局構想があり、1989年11月13日には3局目を開設するための放送普及基本計画の変更の諮問が行われ、1990年1月24日には3局目民放テレビ開局用の周波数も国から割り当てられ、開局が実現すれば第3局はNNN・ANNいずれかに加盟予定だったが、宮崎県の第3局の民放テレビ構想は幻に終わり周波数割り当ても取り消された。その結果、宮崎県は九州地方で唯一平成新局がテレビ・ラジオ共に存在しない県となった。
さらに宮崎県そのものも、民放テレビ局の新規開設には費用対効果の関係上難しいとの見解を示している。

### 沖縄県
3局地区の沖縄県には、NNN・NNS系列局が無い。なおこれまで沖縄県の民放テレビは（1995年10月1日に琉球朝日放送（QAB）が開局するまでの間、琉球放送（RBC）・沖縄テレビ（OTV）の2局共に）アナログ親局がVHFの局のみだった（QABは沖縄初のアナログ親局UHF）。なおQABは（人件費などの経費削減の観点から）RBCと同じ建物に本社・演奏所を構え、制作・報道・アナウンス・営業以外の一般業務はRBCに委託している。
日本テレビは当初は沖縄県にも系列局開設を予定していて、南西放送として周波数も割り当てられていた。しかし後に沖縄県の民放テレビ4局化は頓挫し、周波数割り当ても取り消された。
なお沖縄本島北部では高性能・高利得のUHFアンテナ（※いわゆるパラスタックアンテナ）を用いれば、鹿児島読売テレビ（KYT）の知名中継局を直接受信可能な地区がある他、沖縄県内のCATV局である沖縄ケーブルネットワークが2019年8月1日より、宮古テレビが2022年10月1日よりコミュニティチャンネルにおいて、辺戸岬に設置した受信点を経由したKYTの区域外再放送による日本テレビ系列の番組の生放送の報道番組・情報番組を中心とした一部番組に限る形で開始した。このほか宮古テレビではOTVおよびRBCが放送しない日本テレビ系列の番組の一部も放送している。

### 現状
これら各県は、元々民放テレビ局が4局も経営を維持できるだけの人口や経済力を持ち合わせていないうえに、在京キー局側もこれらの地区に新局を開局する意欲が皆無の状況であり、情報格差を生んでいる。2000年代以降は地上波テレビ新局の開局が皆無となり、2010年代からはネット配信に力を入れるようになっている。
仮に開局する場合でも鳥取県・島根県、岡山県・香川県のような電波相互乗り入れや放送業務の一部を琉球放送に委託している琉球朝日放送のような1局2波 が認められない限り、非常に困難な状況である。

## 地元の新聞社や政財界を巻き込んだ民放テレビ4局化に至るまでの論争
民放テレビ&民放ラジオは老舗（当該地区で最初に開局した）局を中心にもともと地元の新聞社や政財界との繋がりが深く、地方では2局目以降の民放テレビが開局するにあたっても政財界や老舗の地元新聞社が関与するケースが多かった。

### 北海道
道内民放第1号は北海道放送（HBC）で、1952年3月10日にラジオ放送を開始。5年後の1957年4月1日にはJNN系列局としてTV放送も開始しラテ兼営化された。
1959年4月1日には、道内2局目となる札幌テレビ放送（STV）が開局した（開局当初 - UHB開局前の1972年3月31日まではNNNとFNSのクロスネット、UHB開局後は現在のNNNフルネット局に移行）。STVは1962年12月15日にはラジオ放送も開始しラテ兼営化された（2005年10月1日にはラジオ事業とTV事業を分社化）。
1968年11月3日には、道内3局目（初のアナログUHF局）となる北海道テレビ放送（HTB）がANN系列局として開局した。
1972年4月1日には、道内4局目となる北海道文化放送（UHB）がFNN系列局として開局した（先発局のSTVはUHB開局前にFNS系列にも加盟していた）。
1989年10月1日には、道内最後発で平成新局第1号となるテレビ北海道（TVh）がTXN系列局として開局。それにより北海道は全国で5番目に民放TVが5局出揃って現在に至る。

### 青森県
県内民放第1号は青森放送（RAB）で、1953年10月12日に「ラジオ青森」としてラジオ放送を開始。6年後の1959年10月1日にはNNN系列局としてTV放送も開始しラテ兼営化された（当初はJNN系列に加盟する予定で、開局準備期からサービス放送の段階までJNN系列で編成していた。しかしRABはラジオ東京テレビ（KRT、現・TBSテレビ）側が示したCM基本料金が想定より安く設定されたことに反発。マイクロ回線の都合が重なったことも加わり、テレビ本放送開始直前の9月25日に、急遽経営戦略上有利なNNN系列に変更した）。
1969年12月1日に開局した県内2局目（初のアナログUHF局）の青森テレビ（ATV）は、開局までに2度、開局後も1度ネット方針を変更している。
- 開局準備初期 - TBS&NET系クロスネットの方針
- 開局準備後期 - フジ&NET系クロスネットの方針（UHF局大量免許交付に乗じて系列局を全国に拡大する意向が強かったフジテレビの支援を受けたため）
- 開局直前 - TBSを中心とした番組編成の方針（開局前はATVから社員がフジテレビと系列各局に派遣されて研修を受け、タイムテーブルもフジテレビを中心に作成を済ませていた。さらに1969年8月の社屋落成式には当時のフジテレビ副社長が祝辞を述べていたが、翌9月にフジテレビとの協定が白紙に戻され、TBSを中心とした番組編成とする方針に転換した。また、研修に派遣された青森テレビの社員に対するフジテレビの社員の態度がある日の境に急に冷談になったという[14]）
- 1970年1月1日 - ANN発足と同時に加盟（毎日放送と同様、JNNに加盟するまでニュースネットワークはANNに加盟し、JNNの報道・情報番組は番販ネット扱いで放送した）
- 1975年3月31日 - ANNを脱退しJNNに正式加盟。昼のJNNニュースのネット開始で全国ニュースを全日JNNに統一。ニュース・一般番組ともクロスネットを解消しTBSのフルネット局になる[注釈 37]。

1991年10月1日には、県内3局目となる青森朝日放送（ABA）がANN系列局として開局（それに伴いRABはNNNフルネット局に移行）。ABAは開局から2006年6月30日までは本社を八戸市に設置していた。翌7月1日に本社機能を青森市に完全移転し、旧八戸本社は支社へ降格した。
結局、ABA開局後も周波数の割り当てもなされなかったため青森県の民放テレビ4局化は頓挫。現在青森県のFNN報道取材はフジテレビ（CX）が青森支局を設置し、支局舎には中継車も配備されている。しかし三八上北地区は、実質的に岩手めんこいテレビ（mit）が担当している。また青森ケーブルテレビ（ACT）では北海道文化放送（uhb）とテレビ北海道（TVh）が再送信されている。
なお第1局のRAB、第2局のATVとも過去にテレビ朝日系列にクロスネット加盟していたという全国的に珍しいケースである。

### 岩手県
県内民放第1号はIBC岩手放送（IBC）で、1953年12月25日に「ラジオ岩手」としてラジオ放送を開始。6年後の1959年9月1日にはJNN系列局としてTV放送も開始しラテ兼営化された。
1969年12月1日には、県内2局目（初のアナログUHF局）となるテレビ岩手（TVI）が開局した（開局当初 - 1980年3月31日までNNNとANNのクロスネット、翌4月1日より現在のNNNフルネット局へ移行。これにより、岩手へのANN系列局新設は16年半後のIAT開局まで待つ形となる）。
1991年4月1日には、県内3局目となる岩手めんこいテレビ（mit）がFNS系列局として開局（1975年10月1日開局のテレビ新広島（tss）以来15年半ぶりの新規開局）。mitは開局当初 - 1995年は本社機能を当時の水沢市（現：奥州市）へ置いていたが、これは（mitの設立に尽力した）当地出身政治家・小沢一郎の影響力によるものとみられている。やがてmitは利便性が高い盛岡市へ本社機能を完全移転したため、奥州市の旧mit本社は1999年に（当時所有していたフジテレビから）市側へ無償譲渡されて「めんこい美術館」に衣替え。旧水沢スタジオは地元コミュニティFM局の奥州エフエム放送が再利用している。
なお3局目のmitが開局した段階で「岩手に第4局目のアナログ電波（当時）を割り当てる」旨が既に決定しており、その施策に則ってANN系列局となる県内最後発の岩手朝日テレビ（IAT）が1996年10月1日に開局（IATはANN系列国内最後発局でもある。同局の開局により東北6県全てにANN系列局が誕生した）。これにより岩手県は東北地方では宮城・福島に次いで3番目に、北東北で唯一民放TVが4局出揃って現在に至っている（mit・IATの主幹送信所・各中継局設備はアナログ時代から両局で共用）。

### 宮城県
県内民放第1号は東北放送（TBC）で、1952年5月1日に「仙台放送」（ラジオ仙台、現在の仙台放送とは無関係）としてラジオ放送を開始。7年後の1959年4月1日にはJNN系列局としてTV放送も開始しラテ兼営化された。
1962年10月1日には、県内2局目となる仙台放送（OX）が開局した（開局当初 - MTB開局前日の1970年9月30日はNNNとFNNのクロスネット、MTB開局後は現在のFNNフルネット局に移行）。
1970年10月1日には、県内3局目（初のアナログUHF局）となる宮城テレビ放送（MTB→mm34→現・MMT）が開局した（開局当初 - KHB開局前日の1975年9月30日はNNNとANNのクロスネット、KHB開局後は現在のNNN系列局に移行。なお、先発局のOXはMTB開局前にNNN系列にも加盟していた）。
1975年10月1日には、県内最後発となる東日本放送（KHB）がANN系列局として開局。これにより宮城県は民放TVが4局出揃って現在に至る（先発局のMTBはKHB開局前にANN系列にも加盟していた）。

### 秋田県
県内民放第1号は秋田放送（ABS）で、1953年11月1日に「ラジオ東北」としてラジオ放送を開始。6年半後の1960年4月1日にはNNN系列局としてTV放送も開始しラテ兼営化された（当初はJNN系列に加盟する予定だったが、マイクロ回線の都合上NNNに加盟）。
1969年10月1日には、県内2局目（初のアナログUHF局）となる秋田テレビ（AKT）がFNN系列局として開局した（1981年4月1日 - 1987年3月31日はFNNとANNのクロスネット）。
1992年10月1日には、県内3局目となる秋田朝日放送（AAB）がANN系列局として開局。当時の佐々木喜久治知事が「秋田県の民放テレビ3局目の開局は時期尚早」と県議会で述べるなど、秋田県の地元政財界は民放3局目の開局には消極的だった。
結局、AAB開局後も周波数の割り当てもなされなかったため、秋田県の民放テレビ4局化は頓挫。秋田県のJNN報道取材はIBC岩手放送（IBC）、テレビユー山形（TUY）、青森テレビ（ATV）が主に担当している。

### 山形県
県内民放第1号は山形放送（YBC）で、1953年10月15日に「ラジオ山形」としてラジオ放送を開始。6年半後の1960年4月1日にはNNN系列局としてTV放送も開始しラテ兼営化された（YBC本社社屋には地元紙の山形新聞本社も同居し「山形新聞放送会館」→「山形メディアタワー」として一体運用）。
1970年4月1日には、県内2局目（初のアナログUHF局）となる山形テレビ（YTS）が開局した（当初はANN系列に加盟する予定だったが、開局直前にFNN系列に方針転換。開局当初 - 1975年3月31日と1979年7月1日 - 1993年3月31日はFNNシングルネット、1975年4月1日 - 1979年6月30日はFNNとANNのクロスネット、1993年4月1日にFNN系列から現在のANN系列にネットチェンジ）。
1989年10月1日には、県内3局目で平成新局第1号となるテレビユー山形（TUY）がJNN系列局として開局した。TUYは開局から現在に至るまで演奏所は山形市に置いているが、本社は（地元紙である山形新聞の影響力を避けることや内陸部と庄内地方の均等な発展の観点から）酒田市に置いている。
1993年4月1日に2局目のYTSはバブル期の副業の失敗などによる経営上の理由からFNN系列から現在のANN系列にネットチェンジした（それに伴いYBCはNNNフルネット局へ移行）。このため山形県ではFNN系番組を直接視聴できない状態となり、県民は「山形県に代替のFNN系列局がほしい」と要望。県内では「フジテレビ系民放第4局を作る会」が結成され、署名運動などが行われた。フジテレビは山形県に新局を開局する予定はなかったが、その熱意や東北ブロックへの配慮、さらに郵政省（現・総務省）がアナログ放送終了前の駆け込み申請を認めたことから方針転換して開局を決断。こうした経緯で1997年4月1日に県内最後発となるさくらんぼテレビジョン（SAY）が（FNN系列国内最後発局として）開局し、山形県でFNN系番組が4年ぶりに直接視聴可能となり、同時に民放TV4局化も東北で4番目並びに全国最後発で完了した。

### 福島県
県内民放第1号は福島テレビ（FTV）で、佐賀県のサガテレビ（sts）に次いで全国2番目に遅い1963年4月1日に県内初の民放テレビ放送を開始。
- 1957年 - 既に開局していたラジオ福島（rfc）がテレビ予備免許を取得するも、増資の折り合いがつかず翌1958年に失効。
- 1960年 - 現在とは全く別法人である旧「福島テレビ」が予備免許を取得したものの、これも翌1961年に失効。
- 1962年 - 県の主導で現「福島テレビ」が設立され、翌1963年に念願の県内民放第1号の開局にこぎ着ける。

県内民放第2号は、地元新聞最大手の一社である福島民友と郡山市などが主導して設立された福島中央テレビ（FCT）で、福島県内初のアナログUHF局として1970年4月1日開局。
その後も、地元2大新聞社の福島民報と福島民友、福島市と郡山市の対立などから、後発民放テレビ局とのネットチェンジを繰り返しながらも、1983年までに県内民放テレビ四波化を達成させる。
- 1970年4月1日 - FCTはフジテレビ系列とNETテレビ（現・テレビ朝日）系列のクロスネット局として開局（FCTは当初は日本テレビ系列・フジテレビ系列・NETテレビ（現・テレビ朝日）系列のクロスネットで開局する予定だったが、諸事情でフジテレビ系列・NETテレビ（現・テレビ朝日）系列のクロスネットに変更）。同時にFTVは日本テレビ系列とTBS系列のクロスネット化（それまでのFTVはオープンネット方式）。
- 1971年10月1日 - 両局のネットチェンジにより、FTVはTBS系列とフジテレビ系列のクロスネット、FCTは日本テレビ系列とNETテレビ（現・テレビ朝日）系列のクロスネットとなる。
  - これは、FCTの母体の一つである福島民友が、読売新聞社や日本テレビと関係が深いことなどが一因。
- 1981年10月1日 - 朝日新聞社も尽力しテレビ朝日系列フルネット局となる福島放送（KFB、本社：郡山市）が開局。これに伴い、FCTは日本テレビ系列フルネットへ移行。
- 1983年10月1日 - TBS、毎日新聞社、福島民報系のTBS系列フルネット局となるテレビユー福島（TUF、本社：福島市）の開局を控えて、FTVがフジテレビ系列フルネットへ移行。
- 1983年12月4日 - TUFの開局により、福島県の民放テレビ4局化が達成される。

### 関東広域圏
地域民放第1号は東京放送（TBS、現在のTBSホールディングス）で、1951年12月25日に「ラジオ東京」としてラジオ放送を開始した。3年後の1955年4月1日には国内民放テレビ2局目としてTV放送も開始しラテ兼営化（2001年10月1日にはラジオ事業を、2009年4月1日にはTV事業をそれぞれ分社化）。4年後の1959年8月1日にはジャパン・ニュース・ネットワーク（JNN）を発足させてキー局となった。
1953年8月28日には、地域2局目となる日本テレビ放送網が国内民放テレビ第1号として開局した。12年半後の1966年4月1日には日本ニュースネットワーク（NNN）を発足させ、さらに6年後の1972年6月14日には日本テレビネットワーク協議会（NNS）を発足させてキー局となった。
1959年2月1日には、地域3局目となる日本教育テレビ（NETテレビ、現在のテレビ朝日）が開局した。11年後の1970年1月1日にはオールニッポン・ニュースネットワーク（ANN）を発足させてキー局となった。
1959年3月1日には、地域4局目となるフジテレビジョンが開局した。7年半後の1966年10月3日にはフジニュースネットワーク（FNN）を発足させ、さらに3年後の1969年10月1日にはフジネットワーク（FNS）を発足させてキー局となった。
1964年4月12日には、地域5局目となる東京12チャンネル（現在のテレビ東京）が開局した。18年後の1982年3月1日にはメガTONネットワーク（現在のTXNネットワーク）を発足させてキー局となった。
1995年11月1日には、東京都内最後発（東京都内初のアナログUHF局）となる東京メトロポリタンテレビジョン（TOKYO MX）が東京都域の独立局として開局した。TOKYO MXは東京都域局であるため、東京都以外では栃木県域独立局のとちぎテレビ、群馬県域独立局の群馬テレビ、埼玉県域独立局のテレビ埼玉（テレ玉）、千葉県域独立局の千葉テレビ放送（チバテレ）、神奈川県域独立局のテレビ神奈川（tvk）で代替する場合がある。茨城県には県域独立局がないが、LuckyFM茨城放送（割り当て当時の局名は「茨城放送」）がテレビ放送を開始する予定で周波数も割り当てられていた。しかし周波数は後の割り当て取り消しに追い込まれ、開局には至らなかった。それにより、茨城県は民放テレビが5局体制、栃木県、群馬県、埼玉県、千葉県、東京都、神奈川県は民放テレビが6局体制となり現在に至る。

### 新潟県
県内民放第1号は新潟放送（BSN）で、1952年12月24日に「ラジオ新潟」としてラジオ放送を開始。6年後の1958年12月25日にはJNN系列局としてTV放送も開始しラテ兼営化された。
1968年12月16日には、県内2局目（初のアナログUHF局）となる新潟総合テレビ（NST）が開局した（開局当初 - TNN開局前日の1981年3月31日はNNN・FNN・ANNのクロスネット、1981年4月1日 - NT21開局前日の1983年9月30日はFNNとANNのクロスネット、NT21開局後は現在のFNNフルネット局に移行。開局 - 1991年9月30日は演奏所を長岡市に設置。翌10月1日 - は本社機能を新潟市へ完全移転し、旧長岡放送センターは支社へ降格）。
1981年4月1日には、県内3局目となるテレビ新潟放送網（TNN→現・TeNY）がNNN系列局として開局した（これに伴いNSTはNNNを脱退し、FNNとANNのクロスネットへ移行）。
1983年10月1日には、県内最後発となる新潟テレビ21（NT21→現・UX）がANN系列局として開局。これにより新潟県は民放TVが4局出揃って現在に至る（先発局のNSTはNT21開局前にANN系列にも加盟していた）。

### 長野県
県内民放第1号は信越放送（SBC）で、1952年3月25日に「信濃放送」としてラジオ放送を開始。6年半後の1958年10月25日にはJNN系列局としてTV放送も開始しラテ兼営化された。
1969年4月1日には、県内2局目（初のアナログUHF局）となる長野放送（NBS）がFNS系列局として開局した。
1980年10月1日には、県内3局目となるテレビ信州（TSB）が開局した（開局当初 - ABN開局前の1991年3月31日はNNNとANNのクロスネット、ABN開局後は現在のNNN系列局に移行。開局から2007年9月30日まで本社を松本市に設置。翌10月1日に本社機能を長野市へ完全移転し、旧松本本社は支社へ降格）。
1991年4月1日には、県内最後発となる長野朝日放送（ABN→現・abn）がANN系列局として開局。これにより長野県は民放TVが4局出揃って現在に至る（先発局のTSBはABN開局前にANN系列にも加盟していた）。

### 静岡県
県内民放第1号は静岡放送（SBS）で、1952年11月1日に「ラジオ静岡」としてラジオ放送を開始。6年後の1958年11月1日にはJNN系列局としてTV放送も開始しラテ兼営化された（SBS本社社屋には地元紙の静岡新聞本社も同居し「静岡新聞放送会館」として一体運用）。
1968年12月24日には、県内2局目（初のアナログUHF局）となるテレビ静岡（SUT）がFNS系列局として開局した。
1978年7月1日には、県内3局目となる静岡県民放送（SKT）（現・静岡朝日テレビ（SATV））が開局した（開局当初 - SDT開局前の1979年6月30日はNNNとANNのクロスネット、SDT開局後は現在のANN系列局に移行）。
1979年7月1日には、県内最後発となる静岡第一テレビ（SDT）がNNN系列局として開局。これにより静岡県は民放TVが4局出揃って現在に至る（先発局のSKTはSDT開局前にNNN系列にも加盟していた）。

### 富山県
県内民放第1号は北日本放送（KNB）で、1952年7月1日にラジオ放送を開始。7年後の1959年4月1日にはNNN系列局としてTV放送も開始しラテ兼営化された（当初はJNN系列への加盟が有力とされていたが、ネットワークスポンサーの都合上NNNに加盟）。
1969年4月1日には、県内2局目（初のアナログUHF局）となる富山テレビ放送（T34→現・BBT）がFNS系列局として開局した。
1990年10月1日には、県内3局目となるチューリップテレビ（TUT）がJNN系列局として開局。TUTは開局から2022年9月30日まで、演奏所は富山市、本社は高岡市と分けて設置していたが、翌10月1日に本社機能を富山市内の新社屋に完全移転し、旧高岡本社は支社へ降格した。
結局、TUT開局後も周波数の割り当てもなされなかったため、富山県の民放テレビ4局化は頓挫。現在富山県のANN報道取材はテレビ朝日（EX）が富山支局を設置し、支局舎には中継車も配備されている。また富山県内のケーブルテレビ局では北陸朝日放送（HAB）が再送信されている。

### 石川県
県内民放第1号は北陸放送（MRO）で、1952年5月10日に「北陸文化放送」（ラジオ北陸）としてラジオ放送を開始。6年半後の1958年12月1日にはJNN系列局としてTV放送も開始しラテ兼営化された（本州の日本海側では初の民間放送局）。
1969年4月1日には、県内2局目（初のアナログUHF局）となる石川テレビ放送（ITC）がFNS系列局として開局。アナログUHF送信所は自社敷地内に設置した。
1990年4月1日には、県内3局目のテレビ金沢（KTK）がNNN系列局として開局。これにより本州では（ANNとクロスネットしているFBCを含め）NNN系列局が全て出揃った。アナログUHF送信所はITC本社近隣に設置した。
1991年10月1日には、県内最後発となる北陸朝日放送（HAB）がANN系列局として開局。アナログUHF送信所はKTKと相乗りした。これにより石川県は北陸3県で唯一民放TVが4局出揃って現在に至っている（完全地デジ化後は野々市市へ独自にアナログVHF送信所を設けていたMROはITC本社敷地内へ、NHK金沢はKTK・HAB送信所へ主幹送信所を移転。ITCが自前で設置した送信所を基準として現在「在金全局の地デジ主幹送信所」として稼働。なおMRO・NHKの旧アナログTV送信所は現在もAM単独送信所として運用中）。
なおMRO・KTKは北國新聞、ITCは北陸中日新聞、HABは朝日新聞とそれぞれ繋がりが深い。

### 中京広域圏
地域民放第1号は中部日本放送（CBC）で、1951年9月1日に国内民放第1号としてラジオ放送を開始。5年後の1956年12月1日にはJNN系列局としてTV放送も開始してラテ兼営化された（2013年4月1日にはラジオ事業を、2014年4月1日にはTV事業をそれぞれ分社化）。
1958年12月25日には、地域2局目となる東海テレビ放送（THK）がFNN系列局として開局した（東海テレビ本社社屋には東海ラジオ放送（SF）の本社も同居し「東海放送会館」として一体運用）。
1962年4月1日には、地域3局目となる名古屋テレビ放送（NBN、メ～テレ）が開局した（開局当初 - 1973年3月31日はNNNとANNのクロスネットで1969年4月1日 - 1973年3月31日はCTVとの変則クロスネット、1973年4月1日からは現在のANNフルネット局に移行）。
1969年4月1日には、地域4局目（初のアナログUHF局）となる中京テレビ放送（CTV）が開局した（開局当初 - 1973年3月31日はANN系列でNBNの編成から外れた日本テレビ系列の番組も編成、1973年4月1日からは現在のNNN系列にネットチェンジ）。
1983年9月1日には、愛知県内最後発となるテレビ愛知（TVA）が愛知県域のTXN系列局として開局。TVAは愛知県域局であるため、岐阜県域独立局の岐阜放送（GBS、ぎふチャン）や三重県域独立局の三重テレビ放送（MTV）でもTXN系列の番組を放送している。ただし、TVAの開局に伴い、伊勢湾周辺の電波事情からMTVにはTXN系列番組の同時放送の大半に制限をかけた（時差放送には制限をかけてない）。これにより中京広域圏は全国では3番目に、中部地方で唯一民放TVが5局出揃って現在に至る。

### 近畿広域圏
地域民放第1号は毎日放送（MBS）で、1951年9月1日に「新日本放送」としてCBCと同日に国内民放第1号としてラジオ放送を開始。5年後の1956年12月1日には（ABCとの合弁会社で西日本初の民放テレビ局の）大阪テレビ放送（OTV）としてTV放送に参入。2年半後の1959年3月1日には（OTVから独立する形で）民放テレビ4局目としてTV放送も開始してラテ兼営化された（テレビ開局当初 - 1975年3月30日はANN系列で1969年10月1日 - 1975年3月30日はANN系列と東京12ch（TX、現・TXN系列）のクロスネット、1975年3月31日からは現在のJNN系列にネットチェンジ。2021年4月1日にはラジオ事業とTV事業を分社化）。
地域民放第2号は朝日放送（ABC）で、1951年11月11日にラジオ放送を開始。5年後の1956年12月1日には（MBSとの合弁会社で西日本初の民放テレビ局の）大阪テレビ放送（OTV）としてTV放送を開始。2年半後の1959年6月1日にはOTVを吸収合併してラテ兼営化された（OTV開局当初 - 1975年3月30日はJNN系列、1975年3月31日からは現在のANN系列にネットチェンジ。2018年4月1日にはラジオ事業とTV事業を分社化）。
1958年8月28日には、地域3局目となる読売テレビ放送（ytv）が民放テレビ2局目並びにNNN系列局として開局した。
1958年11月22日には、地域4局目となる関西テレビ放送（KTV、カンテレ）が民放テレビ3局目並びにFNN系列局として開局した。
1982年3月1日には、大阪府内最後発（大阪府内初のアナログUHF局）となるテレビ大阪（TVO）が大阪府域のTXN系列局として開局した。TVOは大阪府域局であるため、滋賀県域独立局のびわ湖放送（BBC）、奈良県域独立局の奈良テレビ放送（TVN）、和歌山県域独立局のテレビ和歌山（WTV）でもTXN系列の番組を放送している。TVOの開局に伴い、京都府域独立局の京都放送（KBS京都）や兵庫県域独立局のサンテレビジョン（SUN）ではTXN系列番組の番販が制限された。これにより近畿広域圏は全国で2番目に民放TVが5局出揃って現在に至る。

### 広島県
県内民放第1号は中国放送（RCC）で、1952年10月1日に「ラジオ中国」としてラジオ放送を開始。6年半後の1959年4月1日にはJNN系列局としてTV放送も開始しラテ兼営化された。
1962年9月1日には、県内2局目となる広島テレビ放送（HTV）が開局した（開局当初 - TSS開局前日の1975年9月30日はNNNとFNNのクロスネット、TSS開局後は現在のNNNフルネット局に移行）。
1970年12月1日には、県内3局目（初のアナログUHF局）となる広島ホームテレビ（UHT→現・HOME）がANN系列局として開局した。
1975年10月1日には、県内最後発となるテレビ新広島（tss）がFNN系列局として開局。これにより広島県は民放TVが4局出揃って現在に至る（先発局のHTVはTSS開局前にFNN系列にも加盟していた）。

### 山口県
県内民放第1号は山口放送（KRY）で、1956年4月1日に「ラジオ山口」としてラジオ放送を開始。3年半後の1959年10月1日にはNNN系列局としてTV放送も開始しラテ兼営化された（当初はJNN系列への加盟が有力とされていたが、近隣のRKB毎日放送（RKB）や中国放送（RCC）とサービスエリアが重複することやネットワークスポンサーの都合上NNNに加盟）。
1970年4月1日には、県内2局目（初のアナログUHF局）となるテレビ山口（tys）が開局した（開局当初 - 1978年9月30日はJNN・FNS・ANNのクロスネット、翌10月1日 - 1987年9月30日はJNN・FNSのクロスネット、1987年9月30日を以てFNSを脱退しJNNフルネット局化）。
1993年10月1日には、県内3局目となる山口朝日放送（yab）がANN系列局として開局した（これに伴いKRYはNNNフルネット局へ移行）。
結局、yab開局後も周波数の割り当てもなされなかったため、山口県の民放テレビ4局化は頓挫。現在山口県のFNN報道取材はテレビ西日本（TNC）・TXN報道取材はTVQ九州放送（TVQ）が担当している。しかしFNN報道取材は県東部は実質的にテレビ新広島（tss）、県北部は実質的に山陰中央テレビ（TSK）がそれぞれ担当している。また山口ケーブルビジョンではTNC・TVQが再送信されている。

### 岡山県・香川県
岡山県内民放第1号はRSK山陽放送（RSK）で、1953年10月1日に「ラジオ山陽」としてラジオ放送を開始。5年後の1958年6月1日にはJNN系列局としてTV放送も開始しラテ兼営化された。
香川県内民放第1号は西日本放送（RNC）で、1953年10月1日に「ラジオ香川」としてラジオ放送を開始。5年後の1958年7月1日にはNNN系列局としてTV放送も開始しラテ兼営化された。
1969年4月1日には、岡山県内2局目（岡山県内初のアナログUHF局）となる岡山放送（OHK）が開局した（開局当初 - 1970年3月31日と1970年10月1日 - 電波相互乗り入れ前日の1979年3月31日はFNN系列とANN系列のクロスネット、1970年4月1日 - 同年9月30日と電波相互乗り入れ後の1979年4月1日以降は現在のFNN系列局に移行）。
1969年4月1日には、香川県内2局目（香川県内初のアナログUHF局）となる瀬戸内海放送（KSB）がANN系列局として開局した。
1979年4月1日には、岡山県と香川県の民放テレビ局の放送エリアを統合。RSKは香川県内3局目、OHKは香川県内4局目として香川県に、RNCは岡山県内3局目、KSBは岡山県内4局目として岡山県にそれぞれ放送エリアを拡大した。
1985年10月1日には、岡山県・香川県内最後発で電波相互乗り入れ後初の新局となるテレビせとうち（TSC）がTXN系列局として開局。それにより岡山県・香川県は全国で4番目に、中国・四国地方で唯一民放TVが5局出揃って現在に至る。

### 愛媛県
県内民放第1号は南海放送（RNB）で、1953年10月1日に「ラジオ南海」としてラジオ放送を開始。5年後の1958年12月1日にはNNN系列局としてTV放送も開始しラテ兼営化された（当初はJNN系列に加盟する予定だったが、瀬戸内海周辺の中国放送（RCC）や大分放送（OBS）とサービスエリアが重複することやマイクロ回線の都合からNNN系列に加盟）。
1969年12月10日には、県内2局目（初のアナログUHF局）となるテレビ愛媛（EBC）がFNN系列局として開局した。
1992年10月1日には、県内3局目となるあいテレビ（itv）が（JNN系列国内最後発局として）開局した（itv開局後も1993年9月まで一部のJNN系列の番組はRNBで放送）。
1995年4月1日には、県内最後発となる愛媛朝日テレビ（eat）がANN系列局として開局。これにより愛媛県は四国で2番目に民放TVが4局出揃って現在に至る。

### 高知県
県内民放第1号は高知放送（RKC）で、1953年9月1日に「ラジオ高知」としてラジオ放送を開始。5年半後の1959年4月1日にはNNN系列局としてTV放送も開始しラテ兼営化された（当初はJNN系列に加盟する予定だったが、マイクロ回線の都合上NNN系列に加盟）。
1970年4月1日には、県内2局目（初のアナログUHF局）となるテレビ高知（KUTV）がJNN系列局として開局した（当初はFNN系列となる予定だったが〈NNN・ANNとのクロスネットが検討されたかは不明〉、開局直前に現在のJNN系列へと方針転換。一方RKCはJNNニュースの番販ネット受け入れによる日本テレビとの関係悪化とKUTVのFNN参加予定を受けてJNN系列へのネットチェンジも検討されたが、KUTVのJNN加盟決定により断念）。
1997年4月1日には、県内3局目となる高知さんさんテレビ（KSS）が（SAYと共にFNN系列国内最後発局として）開局。KSSは高知県としては実に27年振りの新局という事情や、当時の橋本大二郎知事（当時首相だった橋本龍太郎の実弟）の公約「高知県の情報格差是正」の実現の一つとして位置づけられる。橋本は認可前に何度もフジテレビの番組に出演しており、KSSの発起人・役員にも小学生時代の学友がいる。
結局、KSS開局後も周波数の割り当てもなされなかったため、高知県の民放テレビ4局化は頓挫。現在高知県のANN報道取材は朝日放送テレビ（ABC）が高知支局を設置し、支局舎には中継車も配備されている。

### 福岡県
県内民放第1号はRKB毎日放送（RKB）で、1951年12月1日に「ラジオ九州」としてラジオ放送を開始。6年後の1958年3月1日にはJNN系列局としてTV放送も開始しラテ兼営化された。半年後の1958年8月1日には西部毎日テレビジョンを吸収合併した。
県内民放第2号は九州朝日放送（KBC）で、1954年1月1日にラジオ放送を開始。5年後の1959年3月1日には民放テレビ3局目としてTV放送も開始しラテ兼営化された（テレビ開局当初 - 1964年9月30日はFNNとANNのクロスネット、1964年10月1日からは現在のANNフルネット局に移行）。KBCは開局から1956年12月24日までは本社を久留米市に設置。翌12月25日から本社機能を福岡市に移転し、旧久留米本社は支社へ降格した。
1958年8月28日には、県内3局目となるテレビ西日本（TNC）が民放テレビ2局目として開局（開局当初 - 1964年9月30日はNNN系列だったが、1964年10月1日に現在のFNN系列にネットチェンジ）。TNCは開局から1974年11月12日までは本社を北九州市に設置。翌11月13日から本社機能を福岡市に移転し、旧北九州本社は支社へ降格した。
1969年4月1日には、県内4局目（初のアナログUHF局）となる福岡放送（FBS）がNNN系列局として開局した（1964年10月1日にTNCがFNN系列にネットチェンジして以来4年半ぶりにNNN系列局が復活）。
1991年4月1日には、県内最後発となるTVQ九州放送（TVQ）が（TXN系列国内最後発局として）開局。それにより福岡県は全国で6番目に、九州地方で唯一民放TVが5局出揃って現在に至る。

### 長崎県
県内民放第1号は長崎放送（NBC）で、1953年3月1日に「ラジオ長崎」および「ラジオ佐世保」としてラジオ放送を開始。6年後の1959年1月1日にはJNN系列局としてTV放送も開始しラテ兼営化された。
1969年4月1日には、県内2局目（初のアナログUHF局）となるテレビ長崎（KTN）が開局した（開局当初 - 1990年9月30日はNNNとFNNのクロスネット、1990年10月1日よりFNNフルネット局へ移行）。
1990年4月1日に、県内3局目となる長崎文化放送（NCC）がANN系列局として開局した（NCCは朝日新聞のみならず地元紙の長崎新聞も資本参加していることから、ANN系列の平成新局の多くで採用している「○○朝日放送」や「●●朝日テレビ」という形の社名とはならなかった）。
1991年4月1日には、県内最後発となる長崎国際テレビ（NIB）がNNN系列局として開局。これにより長崎県は九州で3番目に（福岡・熊本に次いで）民放TVが4局出揃うと共に、KTNがNNNを脱退して以来半年振りにNNN系番組が長崎県でも直接視聴可能となった。

### 大分県
県内民放第1号は大分放送（OBS）で、1953年10月1日に「ラジオ大分」としてラジオ放送を開始。6年後の1959年10月1日にはJNN系列局としてTV放送も開始しラテ兼営化された。
1970年4月1日には、県内2局目（初のアナログUHF局）となるテレビ大分（TOS）が開局した（開局当初 - OAB開局前日の1993年9月30日はNNN・FNN・ANNのクロスネット、OAB開局後は現在のNNNとFNNのクロスネット局に移行）。
1993年10月1日には、県内3局目となる大分朝日放送（OAB）がANN系列局として開局した（それに伴いTOSはANNを離脱し、NNNとFNNのクロスネットに移行）。
結局、OAB開局後も周波数の割り当てもなされなかったため、大分県の民放テレビ4局化は頓挫。現在もTOSはNNNとFNNのクロスネット局であるため、大分県内のケーブルテレビ局ではテレビ西日本（TNC）、福岡放送（FBS）、TVQ九州放送（TVQ）が再送信されている。

### 熊本県
県内民放第1号は熊本放送（RKK）で、1953年10月1日に「ラジオ熊本」としてラジオ放送を開始。5年半後の1959年4月1日にはJNN系列局としてTV放送も開始しラテ兼営化された。
1969年4月1日には、県内2局目（初のアナログUHF局）となるテレビ熊本（TKU）が開局した（開局当初 - KKT開局前日の1982年3月31日はNNN・FNN・ANNのクロスネット、1982年4月1日 - KAB開局前日の1989年9月30日はFNNとANNのクロスネット、KAB開局後は現在のFNNフルネット局に移行）。
1982年4月1日には、県内3局目となる熊本県民テレビ（KKT）がNNN系列局として開局した（これに伴いTKUはNNNを脱退し、FNNとANNのクロスネットへ移行）。
1989年10月1日には、県内最後発で平成新局第1号となる熊本朝日放送（KAB）がANN系列局として開局（これに伴い、TKUはFNNフルネット局に移行）。これにより熊本県は九州で2番目に（福岡県に次いで）民放TVが4局出揃って現在に至る（先発局のTKUはKAB開局前にANN系列にも加盟していた）。

### 鹿児島県
県内民放第1号は南日本放送（MBC）で、1953年10月10日に「ラジオ南日本」としてラジオ放送を開始。5年半後の1959年4月1日にはJNN系列局としてTV放送も開始しラテ兼営化された。
1969年4月1日には県内2局目（初のアナログUHF局）となる鹿児島テレビ放送（KTS）が開局（開局当初 - KKB開局前日の1982年9月30日はNNN・FNN・ANNのクロスネット、1982年10月1日 - KYT開局前日の1994年3月31日はNNNとFNNのクロスネット、KYT開局後は現在のFNNフルネット局に移行）。KTSはアナログUHF送信塔を自社敷地内に設置し、後発のKYTが相乗りした。地上デジタル放送開始後もこの関係は続いている。
1982年10月1日には県内3局目となる鹿児島放送（KKB）がANN系列局として開局した（KKBの設立・開局には第1局のMBCも社員出向や中継局共同使用などの形で深く関わっている。KTSはANNを脱退し、NNNとFNNのクロスネットへ移行）。送信所はKTSの所在する紫原（現在の志学館大学近く）に設置された。なお、MBCとNHK鹿児島のアナログ放送送信所は城山に設置されていたが、地上デジタル放送送信所はアナログUHF局の送信所がある紫原（KKB送信所）に設置された。
1994年4月1日には、県内最後発となる鹿児島読売テレビ（KYT）が（NNN系列国内最後発局として）開局（これに伴い、KTSはFNNフルネット局へ移行）。これにより鹿児島県は九州で4番目に（福岡・熊本・長崎に次いで）民放TVが4局出揃った。現状では鹿児島県が九州で最後に民放TV4局化を達成した地域である（先発局のKTSはKYT開局前にNNN系列にも加盟していた）。

### 沖縄県
県内民放第1号は琉球放送（RBC）で、1950年1月21日に「琉球の声放送」としてラジオ放送を開始。10年後の1960年6月1日にはJNN系列局、かつ沖縄で2番目のTV局としてTV放送も開始しラテ兼営化された。
1959年11月1日には、県内初のTV局となる沖縄テレビ放送（OTV）がNHKを含めたオープンネット局として開局。後に沖縄放送協会（NHK沖縄放送局の前身）が開局したことに伴い、1969年4月1日にFNS系列局に切り替えた。
上記2局は1972年5月15日の沖縄返還に伴い、正式にJNN系列局（琉球放送）およびFNS系列局（沖縄テレビ）に移行している。
1995年10月1日には、県内3局目（初のアナログUHF局）となる琉球朝日放送（QAB）がANN系列局として開局。局舎はRBCと共有するなど、事実上の1局2波に近い形態が取られた。
また、かつては南西放送をNNN系列局として開局させる計画があったものの、日本テレビ（NTV）の沖縄進出計画が頓挫したことで周波数割当も取り消された。これにより沖縄県の民放テレビ4局化は頓挫。現在沖縄県のNNN報道取材はNTVが那覇支局を設置している。また沖縄県内ではケーブルテレビ局による区域外再放送は行われていないものの、一部のケーブルテレビでは自主放送チャンネルにてNNN系列の番組の一部が再送信されている。